# A Mesa pola Normalización Lingüística
A Mesa pola Normalización Lingüística (MNL) és una organització gallega que lluita per la normalització de la llengua gallega per mitjà de campanyes de promoció de l'ús del gallec i de conscienciació sobre problemes concrets. L'agost de 2012 va morir el seu president d'honor Avelino Pousa Antelo.

## Història
Es va crear després de l'Encontro sobre o estado actual da normalización lingüística celebrat l'any 1986 i en virtut de l'acord adoptat llavors per l'Associació d'Escriptors en Llengua Gallega, l'Asociación Sócio-Pedagóxica Galega, la Federación de Asociacións Culturais Galegas i l'Associació de la Llengua Gallega.
La seva activitat es desenvolupa en l'àmbit de l'ensenyament, el món audiovisual, la toponímia, el comerç, l'empresa, l'administració i en tota la vida pública gallega.
A finals de la dècada del 1990, SEAT va presentar un cotxe anomenat SEAT Arosa. La Mesa va iniciar una campanya consistent en l'enviament de postals amb un cotxe dibuixat a la seu de l'empresa a Barcelona sol·licitant el canvi del nom per Arousa. Finalment, SEAT va oferir a qui ho sol·licitava el canvi de placa amb el nom correcte.
Durant anys la Mesa va mantenir una disputa als jutjats contra l'Ajuntament de la Corunya pel nom de la ciutat. Finalment, la posició de l'aleshores alcalde, Paco Vázquez, contrària a la normalització, va ser desestimada.
L'any 2017, la Mesa va dur a terme una campanya anomenada «Sentido Común» consistent en una Iniciativa Legislativa Popular per a reivindicar que l'exercici del dret a la informació i atenció en gallec en l'àmbit socioeconòmic estigués materialment garantit.